# Onobrychis gracilis
Onobrychis gracilis là một loài thực vật có hoa trong họ Đậu. Loài này được Besser miêu tả khoa học đầu tiên.